# 501
Anul 501 (DI) a fost un an al calendarului iulian.

## Nașteri
- dată necunoscută: Imru' al-Qais  (d. 544)
- dată necunoscută: Ștefan din Bizanț scriitor bizantin (d. ?)
- dată necunoscută: Daṇḍin scriitor indian (d. ?)
- dată necunoscută: Smaragdus  (d. 611)
- dată necunoscută: Samaw'al ibn 'Adiya  (d. ?)
- dată necunoscută: Bonus (patrician)  (d. 627)
- dată necunoscută: Rodelinda a longobarzilor  (d. ?)

## Decese
- dată necunoscută: Petru Barsimes  (n. ?)